# Neobezzia costaricae
Neobezzia costaricae är en tvåvingeart som beskrevs av Wirth och Ratanaworabhan 1972. Neobezzia costaricae ingår i släktet Neobezzia och familjen svidknott. Inga underarter finns listade i Catalogue of Life.